# سمير العبيدي
سمير العبيدي ولد في 8 يناير 1962 في قفصة (تونس). هو محامي وسياسي ودبلوماسي تونسي.

تقلد منصب وزير الشباب والرياضة بين 2008 و2010، ثم لمدة قصيرة وزارة الاتصال.

## السيرة الذاتية

### الدراسة
لدى سمير العبيدي شهادة في القانون الدولي والعلاقات الدولية وشهادة الأهلية لمهنة المحاماة. اشتغل في أكاديمية لاهاي للقانون الدولي.

### المسار المهني
العبيدي هو محامي في القانون التجاري الدولي. كان أيضا لمدة عضو المجلس العلمي لمركز الصلح والتحكيم بتونس. وقاد الاتحاد العام لطلبة تونس بين 1988 و1989.

بين 1996 و2000، ترأس لجنة التعليم والثقافة والشباب في المجلس الاقتصادي والاجتماعي التونسي. ثم أصبح رئيس لجنة العلاقات الخارجية والتعاون الدولي لنفس المجلس. في 2005، أصبح سفير تونس لدى مكتب الأمم المتحدة في جنيف ومنظمة التجارة العالمية ومؤتمر نزع السلاح وذلك حتى 2008. أثناء هذه المدة كان خصوصا رئيس مجموعة سفراء دول جامعة الدول العربية في 2006، ورئيس مجموعة السفراء الأفارقة لدى منظمة الهجرة الدولية في 2007.

### المسار السياسي
بين 1999 و2004، كان عضو المرصد الوطني للانتخابات الرئاسية والتشريعية.

في 29 أغسطس 2008، عين في منصب وزير الشباب والرياضة في حكومة محمد الغنوشي الأولى، وذلك حتى 29 ديسمبر 2010، أين عين وزيرا للاتصال والناطق الرسمي للحكومة التونسية في نفس الحكومة حتى 17 يناير 2011.

## الجوائز
- 2015: جائزة سمو الشيخ عيسى بن علي آل خليفة للعمل التطوعي.[1]

## التتبعات القضائية
في 27 مايو 2015، أصدرت دائرة الاتهام بمحكمة الاستئناف بتونس قرارا يقضي بإحالة الرئيس المخلوع زين العابدين بن علي وسمير العبيدي على الدائرة الجنائية بالمحكمة الابتدائية بتونس. حيث يشك في أن العبيدي أذن عندما كان وزيرا للشباب والرياضة بشراء معدات رياضية تبين أن بن علي من المستفدين منها، وكان اقد استغلها ليتمرن عليه ابنه محمد، وهو ما كلف الوزارة خسائر مادية قدرت ب600 ألف دينار تونسي.

## الحياة الخاصة
سمير العبيدي متزوج وأب لطفلين.